# プロリルイソメラーゼ
プロリルイソメラーゼ（Prolyl isomerase、またはペプチジルプロリルイソメラーゼ Peptidylprolylisomerase：略称PPIase）は異性化酵素（イソメラーゼ）の一種で、タンパク質分子中のプロリン残基のシス・トランス異性化を触媒する。EC 5.2.1.8。全ての生物に知られている。
アミノ酸間のペプチド結合は一般にトランス体がシス体に比べてはるかに安定（エネルギーの低い状態）で、この状態が自然に達成される。ところがプロリン残基ではその特異な構造（正確にはアミノ酸でなくイミノ酸）により、N側ペプチド結合がシス体としても比較的安定に存在する。タンパク質の正確なフォールディングの為にはこれらがいずれかに定まる必要がある。ただしこの結合のシス・トランス異性化に必要な活性化エネルギーは約20kcal/molと比較的高いので、この結合は自然には異性化しにくく、フォールディングにはプロリン残基の異性化が触媒される必要がある。プロリルイソメラーゼはここで働き、従ってシャペロンの一つということができる。
プロリルイソメラーゼの例としては、真核生物のシクロフィリン、FKBP、Pin1、原核生物のパルブリンなどがある。プロリルイソメラーゼは同じ種類のタンパク質に対しても活性を有し、自己フォールディングを促進する。シクロフィリンとFKBPはそれぞれある種の免疫抑制剤の標的タンパク質であり、イムノフィリンと総称される。これらは免疫系の調節で中心的な役割を果たすカルシニューリン等、シグナル伝達に関るいくつかのタンパク質複合体の活性発現に必要であるが、免疫抑制剤と複合体を形成すると逆にこれらタンパク質複合体を阻害する。ただしこの性質には、プロリルイソメラーゼ活性は直接関係しない可能性がある。